# Plješivica
Plješivica – masyw górski w Bośni i Hercegowinie oraz Chorwacji, część Liki.

## Opis
Jego najwyższe wierzchołki to: Ozeblin (1657 m n.p.m.), Gola Plješivica (1648 m n.p.m.) i Trovrh (1620 m n.p.m.). Rozciąga się na długości ok. 50 km. Sąsiaduje z masywem Malej Kapeli.
Jest zbudowany z dolomitu i wapienia. Występują w nim procesy krasowe. Porośnięty jest lasem mieszanym (bukowo-jodłowym); współczynnik lesistości wynosi ok. 85%.
Przez jego zachodnią część poprowadzono drogę z Karlovaca do Gračaca (przez przełęcz Vratnik).